# Torgauer Straße 76 (Annaburg)

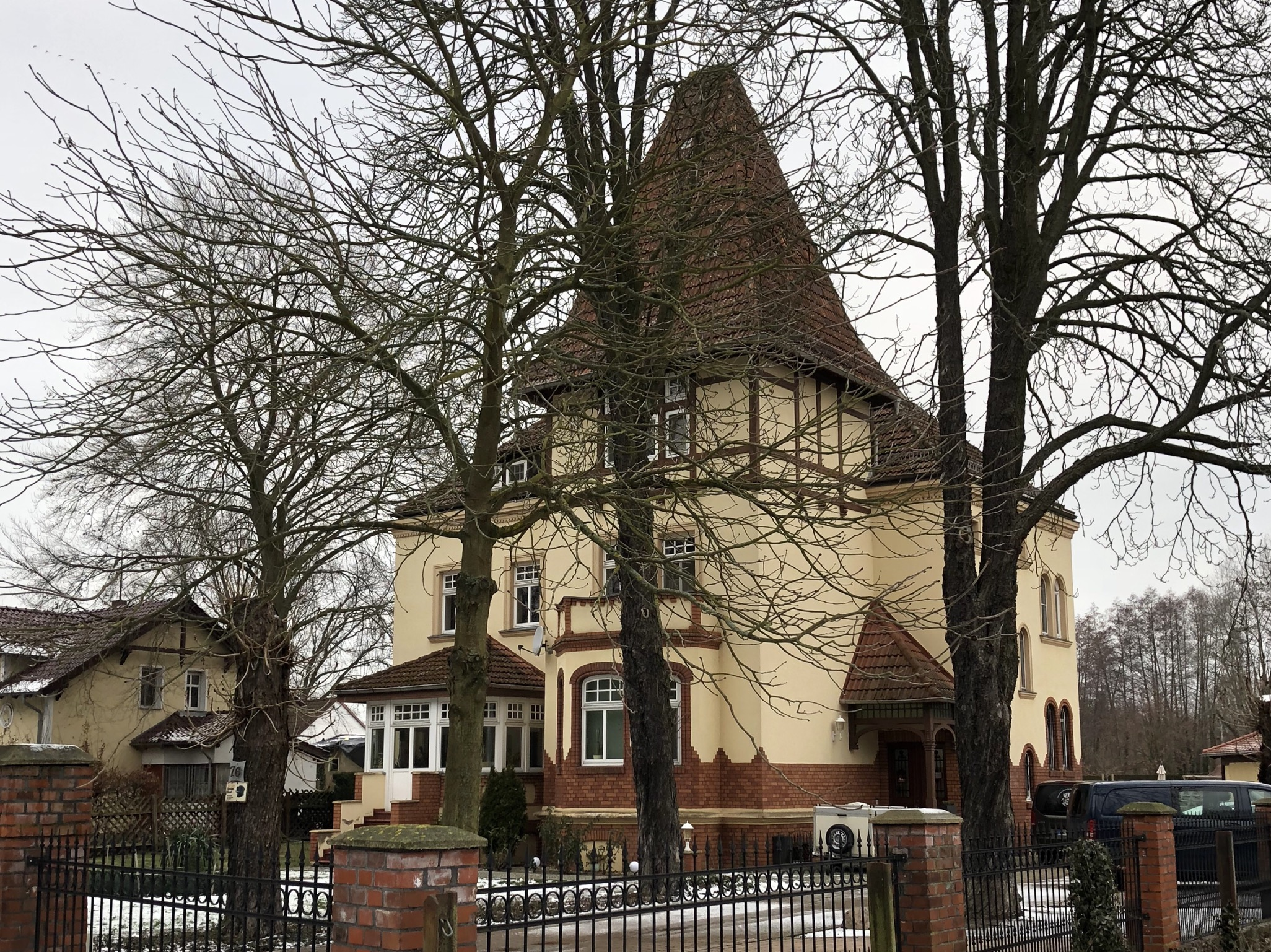
Torgauer Straße 76, 2019

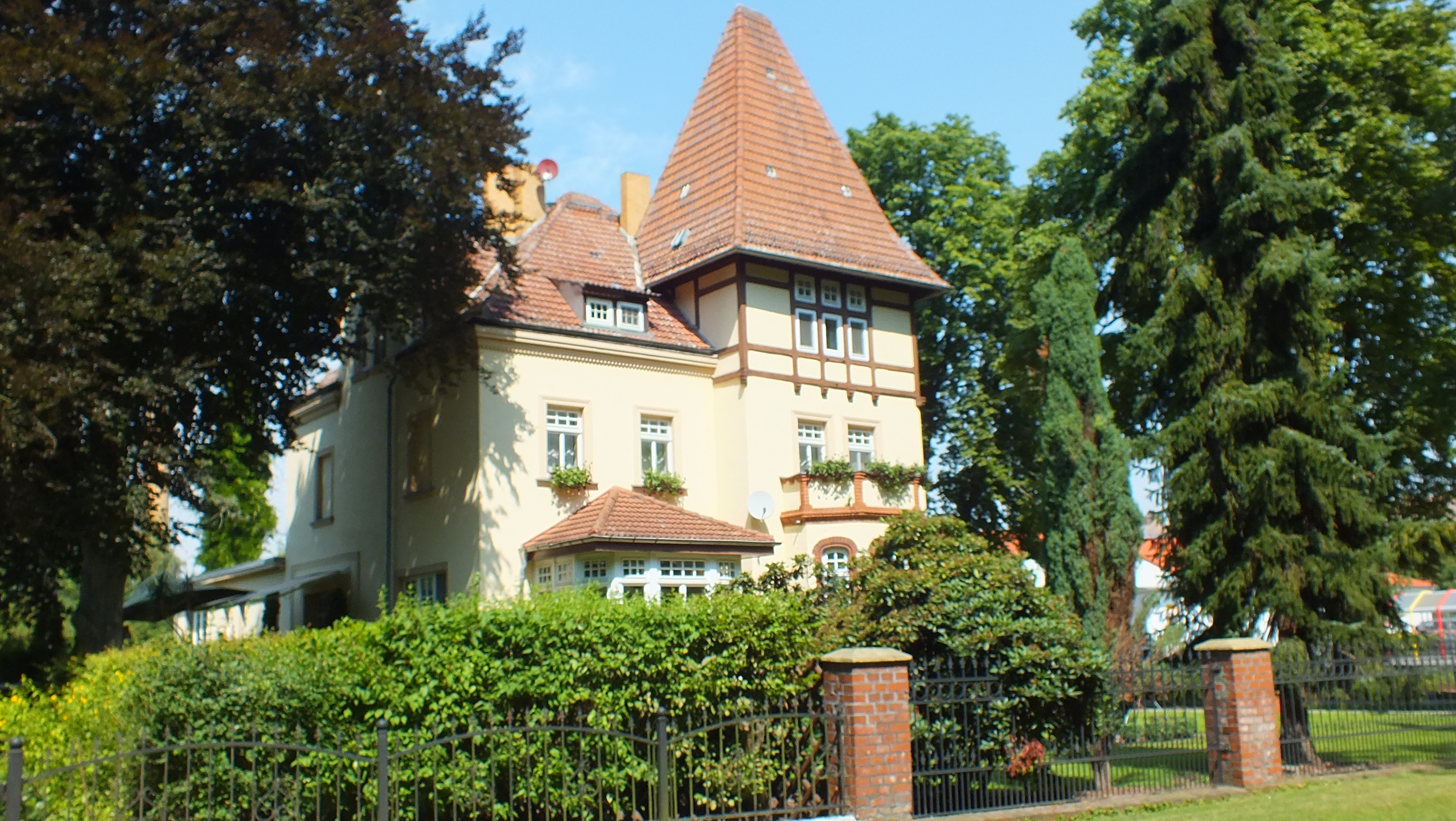
2013

Das Haus Torgauer Straße 76 ist eine denkmalgeschützte Villa in der Stadt Annaburg in Sachsen-Anhalt.
Sie befindet sich auf der Nordseite der Torgauer Straße im westlichen Teil Annaburgs, etwas westlich der ehemaligen Porzellanfabrik Annaburg Porzellan. 
Die zweigeschossige Villa entstand in Gestaltung des Jugendstils. Prägend für das Erscheinungsbild ist ein an der Südostecke befindlicher, mit einem Turmhelm bekrönter Eckrisalit. Zum Denkmal gehört auch die Grundstückseinfriedung.
Das Gebäude diente als Arztvilla. Es bestand in der Vergangenheit abweichend von der heutigen Adressierung die Adresse Torgauer Straße 42. 
Im örtlichen Denkmalverzeichnis ist die Villa unter der Erfassungsnummer 094 35219  als Baudenkmal verzeichnet.